# Derthona Foot Ball Club 1979-1980
Questa pagina raccoglie le informazioni riguardanti il Derthona F.B.C. nelle competizioni ufficiali della stagione 1979-1980.

## Stagione
Nella stagione 1979-1980 il Derthona ha disputato il girone A del campionato di Serie C2, piazzandosi in ottava posizione in classifica con 35 punti. Il torneo è stato vinto con 46 punti dal Prato che ha ottenuto la promozione in Serie C1, mentre la seconda promossa è stata lo Spezia che sul campo si è piazzata in terza posizione con 44 punti. Lo Spezia ha superato la Rondinella Marzocco, che di punti ne aveva ottenuti 45, in quanto la squadra toscana è stata penalizzata dalla C.A.F. (Commissione di Appello Federale) di 6 punti in classifica.

## Rosa
| N. |                   | Ruolo | Calciatore         |
| -- | ----------------- | ----- | ------------------ |
|    | Italia (bandiera) | C     | Francesco Bassi    |
|    | Italia (bandiera) | P     | Sergio Battistoni  |
|    | Italia (bandiera) | A     | Davide Bettaglio   |
|    | Italia (bandiera) | D     | Valeriano Bisi     |
|    | Italia (bandiera) | D     | Fabrizio Bobbiesi  |
|    | Italia (bandiera) | A     | Stefano Cervellati |
|    | Italia (bandiera) | A     | Orlando Cruciani   |
|    | Italia (bandiera) | C     | Fulvio Di Davide   |
|    | Italia (bandiera) | C     | Francesco Gatti    |
|    | Italia (bandiera) | A     | Tullio Gritti      |
|    | Italia (bandiera) | D     | Claudio Lombardo   |

| N. |                   | Ruolo | Calciatore          |
| -- | ----------------- | ----- | ------------------- |
|    | Italia (bandiera) | D     | Marco Marini        |
|    | Italia (bandiera) | C     | Pietro Nervi        |
|    | Italia (bandiera) | C     | Mario Pandolfi      |
|    | Italia (bandiera) | C     | Maurizio Porcelli   |
|    | Italia (bandiera) | D     | Maurizio Ronchi     |
|    | Italia (bandiera) | D     | Sergio Rossetti     |
|    | Italia (bandiera) | A     | Bruno Russo         |
|    | Italia (bandiera) | A     | Oscar Tusi          |
|    | Italia (bandiera) | C     | Francesco Vitaliano |
|    | Italia (bandiera) | P     | Adriano Zanier      |